# Francisco Liaño Fernández
Francisco Liaño Fernández (Santander, Cantàbria, 16 de novembre de 1964) és un exfutbolista càntabre que jugava de porter. El seu primer equip va ser el Racing de Santander.

## Trajectòria
Liaño va jugar vuit temporades en la Primera divisió espanyola, encaixant només 142 gols en 165 partits. Va assolir en dues ocasions el Trofeu Zamora, en les temporades 1992-93 i 1993-94, mentre jugava al Deportivo de La Coruña. L'any 2016 mantenia el millor terme mitjà de gols encaixats per partit entre els guardonats amb el Trofeu Zamora amb la relació de 0,47 gols per partit (18 en 38 partits), aconseguit en la temporada 1993-94.

## Clubs
| Club                   | Temp.     |
| ---------------------- | --------- |
| Racing de Santander    | 1984-1990 |
| Sestao Sport Club      | 1990-1991 |
| Deportivo de La Coruña | 1991-1996 |
| Sporting de Gijón      | 1996-1998 |

## Títols
| Título       | Club                   | Temp.     |
| ------------ | ---------------------- | --------- |
| Copa del Rei | Deportivo de La Coruña | 1994-1995 |
| Supercopa    | Deportivo de La Coruña | 1995      |

## Guardons
| Distinció     | Any       |
| ------------- | --------- |
| Trofeu Zamora | 1992-1993 |
| Trofeu Zamora | 1993-1994 |